# Karl Richter (Industrieller)

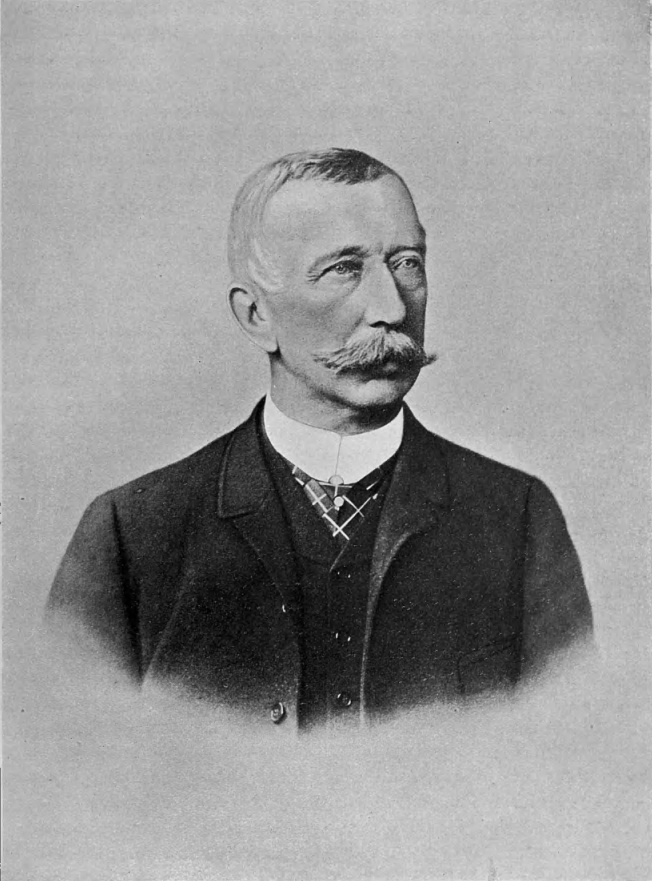
Karl Richter (1902).

Karl Richter (* 26. Februar 1829 in Malapane; † 27. August 1893 in Heringsdorf) war ein Montanindustrieller. Er war Generaldirektor der Vereinigten Königs- und Laurahütte in Oberschlesien und einflussreicher industrieller Verbandsvertreter.

## Leben
Richter besuchte das Gymnasium in Oppeln. Anschließend studierte er in Breslau und Berlin. Er absolvierte eine Ausbildung für das Berg- und Hüttenwesen und trat anschließend in den preußischen Staatsdienst ein. Er stieg zum Leiter der im Staatsbesitz befindlichen Königshütte auf. Er wechselte 1864 zum Direktor der Laurahütte, die im Besitz des Grafen Hugo Henckel von Donnersmarck war. Ihm gelang es die Laurahütte erfolgreich durch schwierige wirtschaftliche Zeiten zu steuern. Auf seinen Rat hin erwarb Henckel von Donnersmarck 1869 auch die Königshütte. Richter hat diese in der Folge erfolgreich saniert. Auf seinen Rat hin hat der Graf der Vereinigung der Königs- und Laurahütte und der Gründung einer Aktiengesellschaft zugestimmt. Die Gründung der Vereinigten Königs- und Laurahütte AG erfolgte 1871. Richter wurde Generaldirektor des Unternehmens und behielt diese Stellung bis zu seinem Tod. In seine Zeit fällt der Aufstieg zu einem der bedeutendsten montanindustriellen Unternehmen mit mehr als 21.000 Beschäftigten (1904) und zahlreichen Betriebsteilen.
Daneben spielte Richter eine wichtige Rolle im industriellen Verbandswesen. Er war dabei Vertreter der Schutzzollpolitik. Nach der Gründung des Vereins deutscher Eisen- und Stahlindustrieller im Jahr 1874 wurde Richter zum ersten Vorsitzenden gewählt. Diese Position behielt er ebenfalls bis zu seinem Tod bei. Er war auch zwischen 1878 und 1881 Abgeordneter im Reichstag. Er gehörte der Freikonservativen Partei an. Zwischen 1881 und 1885 war er auch Vorsitzender des Centralverbandes deutscher Industrieller. Er hat 1887 maßgeblich die Gründung des Verbandes oberschlesischer Walzwerke betrieben, dessen Vorsitzender er von 1887 bis 1893 auch war.